# Айосе Перес
Айосе Перес (ісп. Ayoze Pérez Gutiérrez; нар. 29 липня 1993, Санта-Крус-де-Тенерифе) — іспанський футболіст, нападник, фланговий півзахисник клубу «Вільярреал».
Виступав, зокрема, за клуби «Тенерифе», «Ньюкасл Юнайтед» та «Лестер Сіті», а також молодіжну збірну Іспанії.

## Клубна кар'єра
Народився 29 липня 1993 року в місті Санта-Крус-де-Тенерифе. Вихованець футбольної школи клубу «Тенерифе».
У дорослому футболі дебютував 2011 року виступами за команду клубу «Тенерифе Б», в якій провів один сезон, взявши участь у 35 матчах чемпіонату. 
Своєю грою за цю команду привернув увагу представників тренерського штабу клубу «Тенерифе», до складу якого приєднався 2012 року. Відіграв за клуб із Санта-Крус-де-Тенерифе наступні два сезони своєї ігрової кар'єри. Більшість часу, проведеного у складі «Тенерифе», був основним гравцем команди. У складі «Тенерифе» був одним з головних бомбардирів команди, маючи середню результативність на рівні 0,34 голу за гру першості.
2014 року уклав контракт з клубом «Ньюкасл Юнайтед», у складі якого провів наступні п'ять років своєї кар'єри гравця. Граючи у складі «Ньюкасл Юнайтед» також здебільшого виходив на поле в основному складі команди.
До складу клубу «Лестер Сіті» приєднався 2019 року.

## Виступи за збірну
2014 року залучався до складу молодіжної збірної Іспанії. На молодіжному рівні зіграв у 2 офіційних матчах.
У складі національної збірної Іспанії чемпіон Європи 2024 року.
| Дата       | Місто         | Господарі  | Результат | Гості   | Турнір                                  | Голи | Примітки |
| ---------- | ------------- | ---------- | --------- | ------- | --------------------------------------- | ---- | -------- |
| 5-6-2024   | Бадахос       | Іспанія    | 5 – 0     | Андорра | товариський матч                        | 1    |          |
| 20-6-2024  | Гельзенкірхен | Іспанія    | 1 – 0     | Італія  | ЧЄ 2024 - груповий етап                 | -    | 78'      |
| 5-9-2024   | Белград       | Сербія     | 0 – 0     | Іспанія | Ліга націй УЄФА 2024-2025 - 1-й етап    | -    | 21' 57'  |
| 15-11-2024 | Копенгаген    | Данія      | 1 – 2     | Іспанія | Ліга націй УЄФА 2024-2025 - 1-й етап    | 1    | 69'      |
| 20-3-2025  | Ротердам      | Нідерланди | 2 – 2     | Іспанія | Ліга націй УЄФА 2024-2025 - чвертьфінал | -    | 66'      |
| Усього     |               | Матчів     | 5         |         | Голів                                   | 2    |          |

## Досягнення
- Володар Кубка Англії (1):

«Лестер Сіті»: 2020-21
- Володар Суперкубка Англії (1):

«Лестер Сіті»: 2021
Збірна Іспанії
- Чемпіон Європи: 2024[2]